# Cyclopina confusa
Cyclopina confusa – gatunek widłonoga z rodziny Cyclopinidae. Opisali go w 2004 roku zoolodzy Wiaczesław N. Iwanienko i Danielle Defaye, nadając mu nazwę Heptnerina confusa. Miejsce typowe to Ocean Atlantycki, Grzbiet Śródatlantycki, Węzeł potrójny Azorów, współrzędne 37°17,29′N 32°16,45′W/37,288167 -32,274167, na głębokości 1698 m.